# 脚線美
脚線美（きゃくせんび）は、脚の輪郭の線が美しいこと。
基本的には女性の脚の形状の美しさに対して用いられる褒め言葉である。

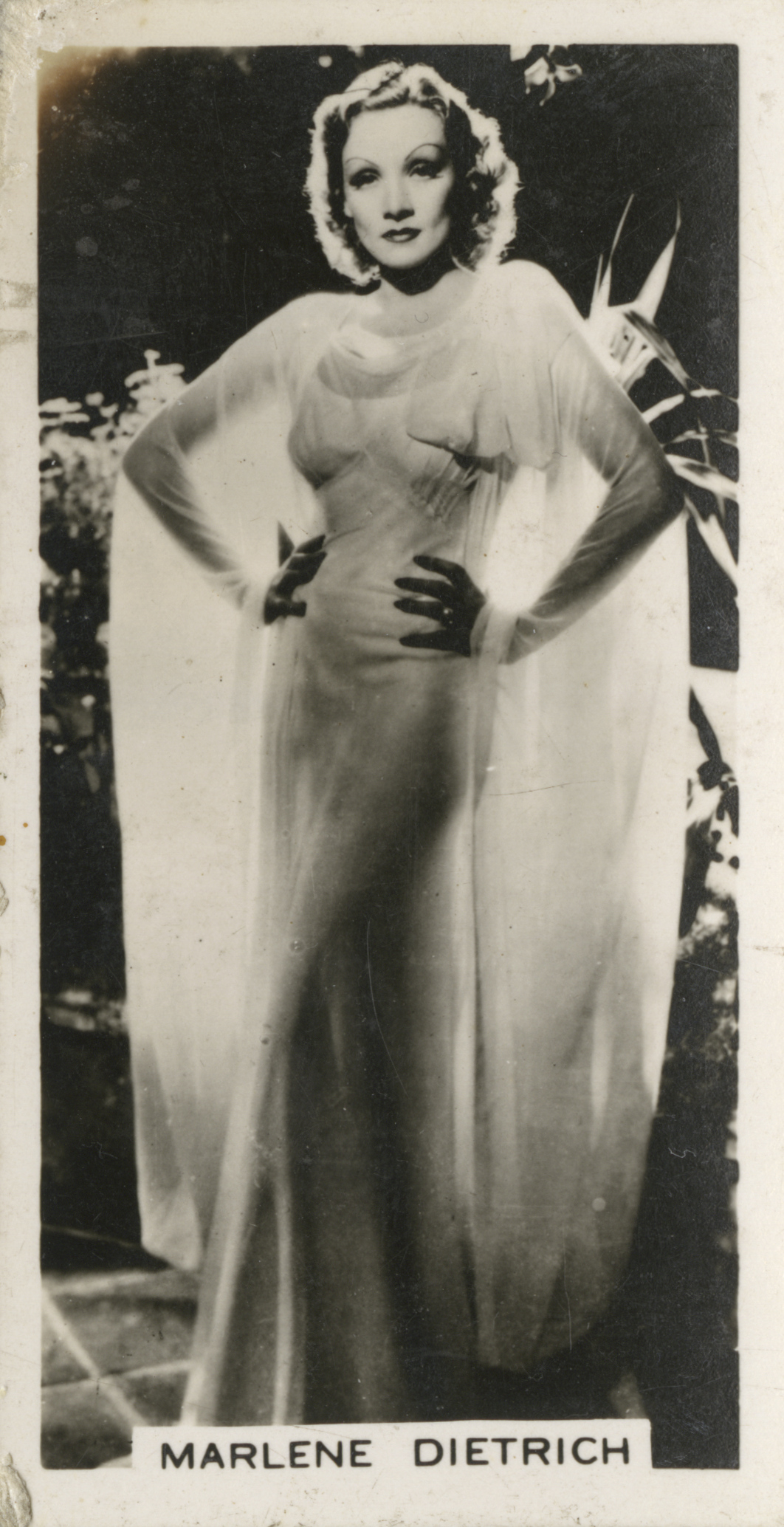
マレーネ・ディートリッヒ

脚線美を備えていることはバレエダンサーには職業上の強みとなる。バレリーナやダンサーのように身体を使うなかで自然についた筋肉はしなやかでそれが生み出す線もカッコよくなる。
女優ではマレーネ・ディートリッヒが「100万ドルの脚線美」ともてはやされた。

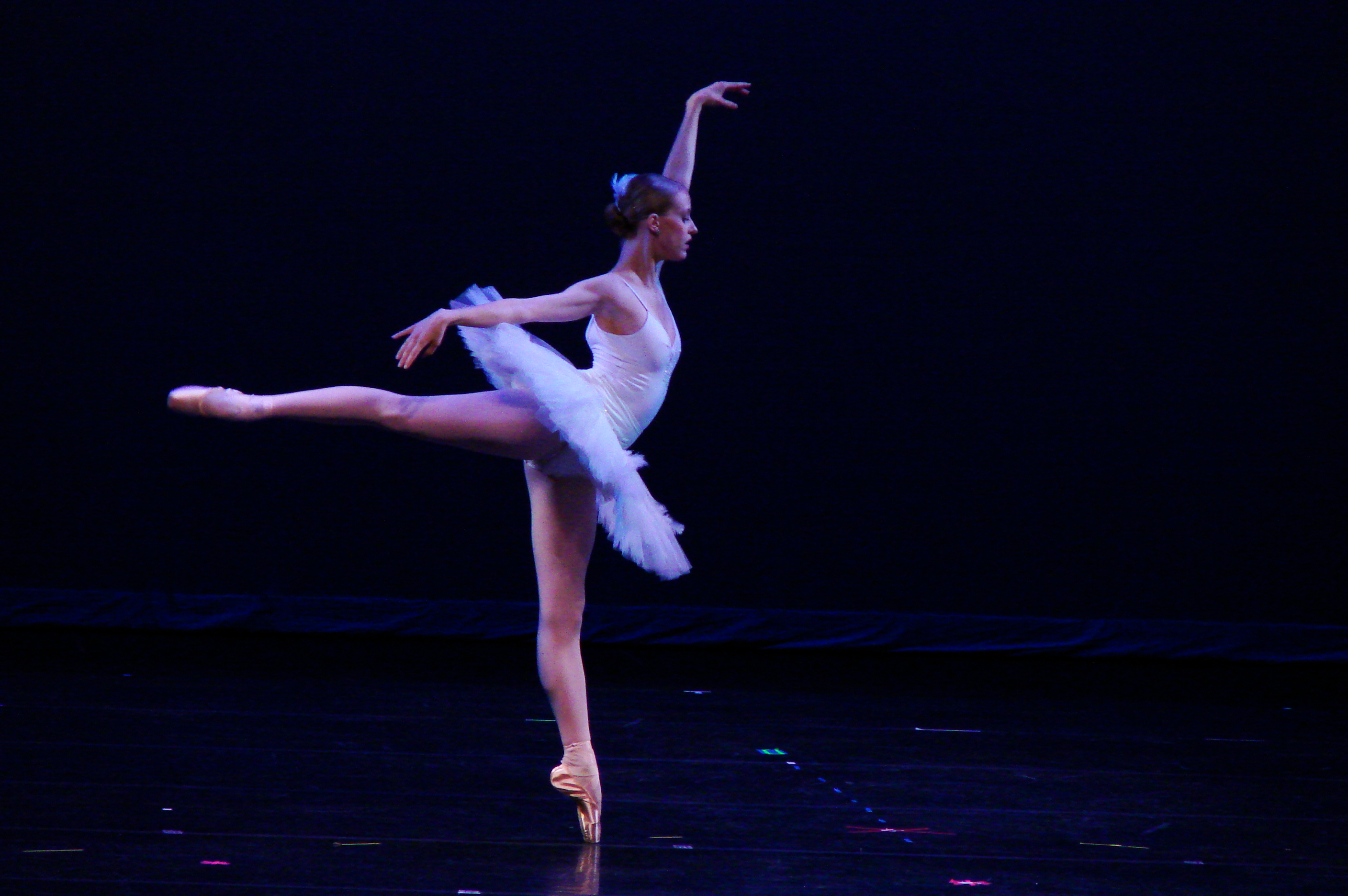
バレリーナ
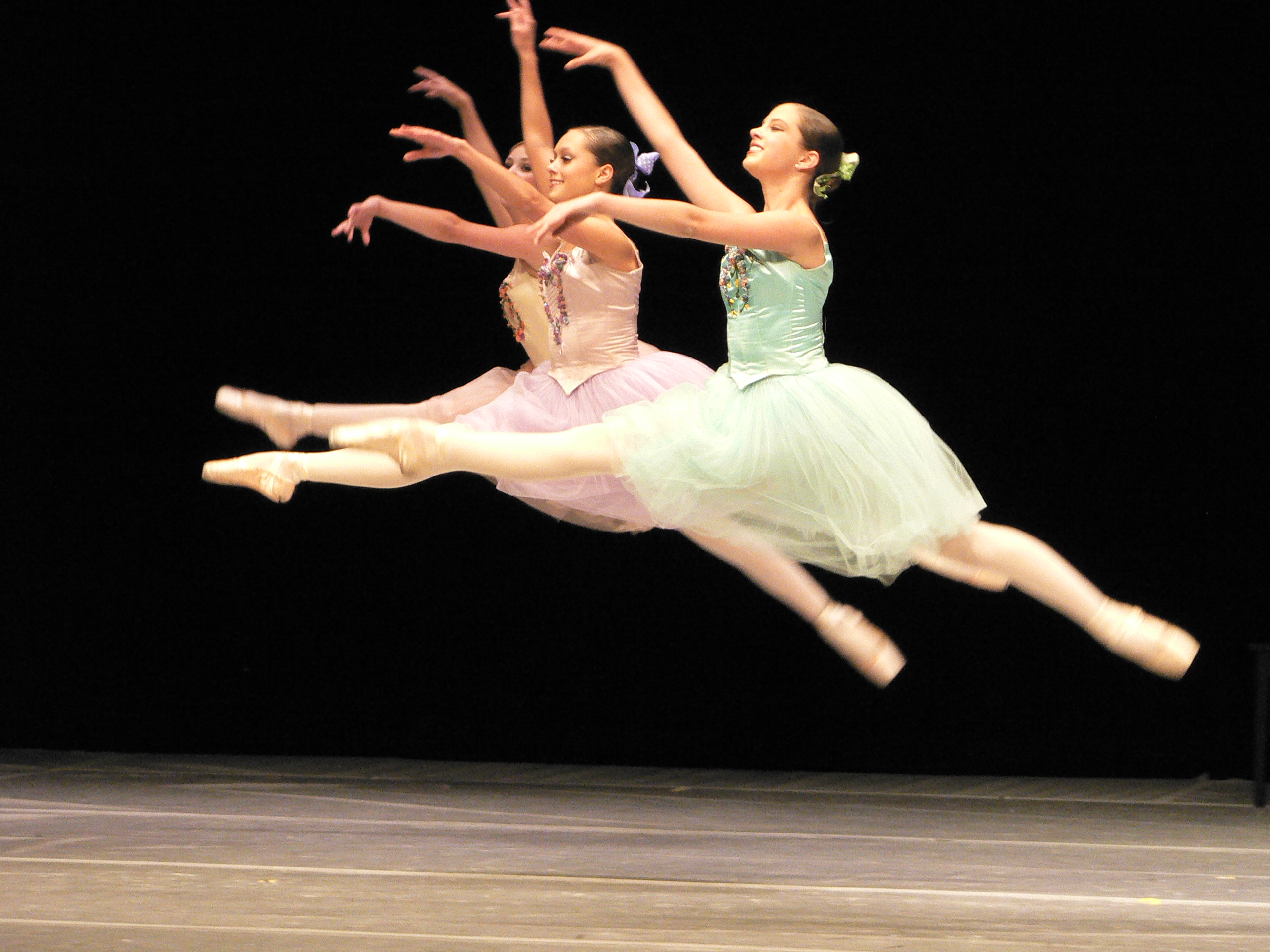
グランジュテ
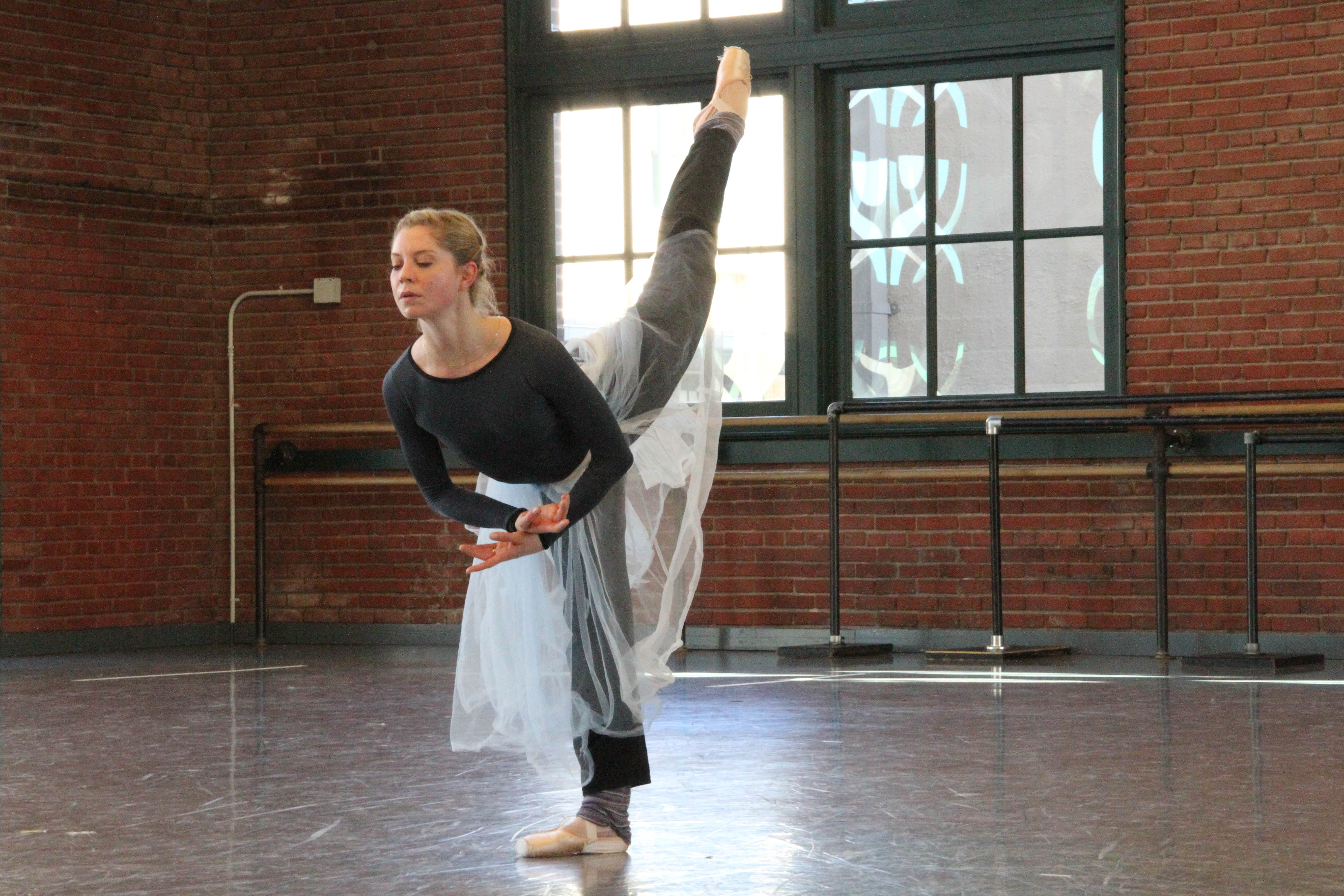
トレーニング

## ギャラリー

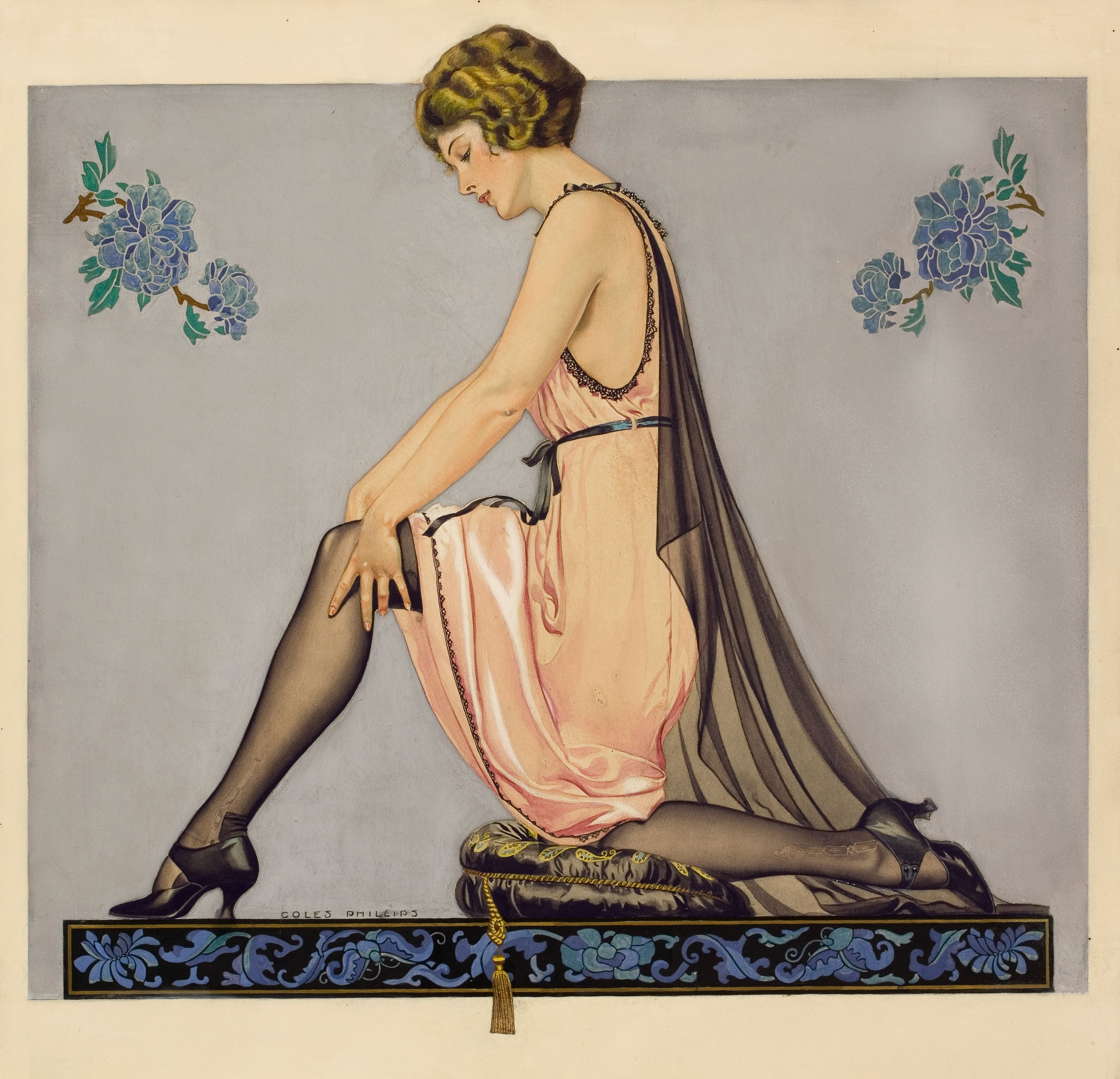
.
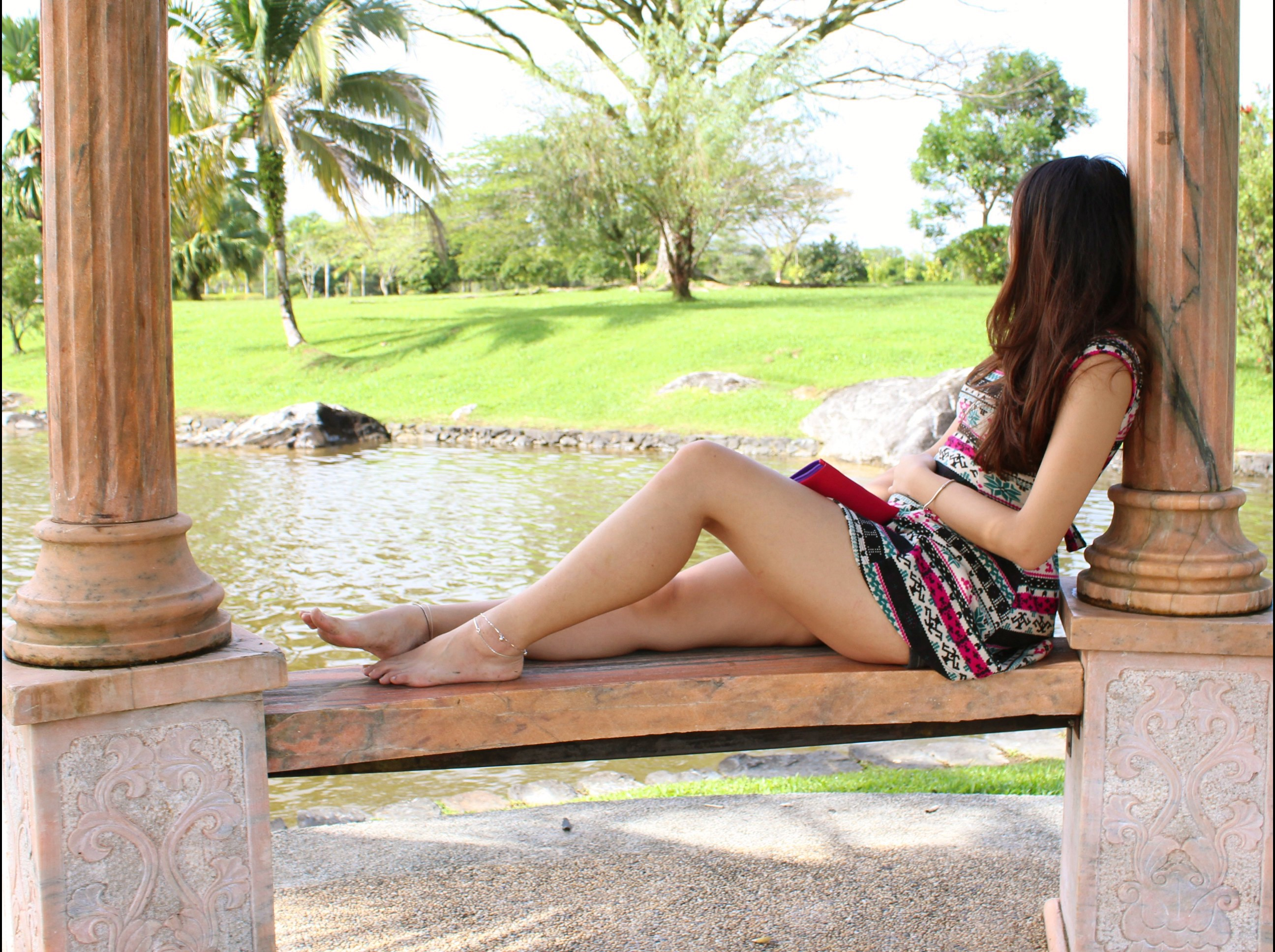
.